# Червоная Каменка
Черво́ная Ка́менка (укр. Червона Кам'янка) — село в Попельнастовской сельской общине Александрийского района Кировоградской области Украины.
В 1923—1928 и 1945—1959 годах — административный центр Червонокаменского района
Население на 2023 год — 1581 человек. Почтовый индекс — 28063. Телефонный код — 5235. Код КОАТУУ — 3520386901.

## Известные уроженцы
- Бобков, Филипп Денисович (1925—2019)